# Северцов, Алексей Петрович
 Алексе́й Петро́вич Северцов (Северцев) (1789—1871) — герой Отечественной войны 1812 года, землянский уездный предводитель дворянства.

## Биография
Происходил из дворян Воронежской губернии. Родился 9 марта 1789 года в селе Хвощеватом Землянского уезда. Обучался на дому. 12 февраля 1807 года вместе с своим братом Николаем Петровичем поступил в лейб-гвардию Измайловского полка в чине подпрапорщика. В этом же году вместе со своим полком совершил поход в Пруссию против французов и сражался под Фридландом. 27 марта 1808 года произведен в портупей-прапорщики, 11 февраля 1810 года в прапорщики, 9 декабря 1811 года произведен в подпоручики.
С 7 марта 1812 года находился в походе под Вильно, а затем при отступлении русской армии до Бородина. В Бородинской битве участвовал во всех атаках своего полка, показал отличную храбрость и был ранен картечью в левую руку. Рана оказалась настолько серьёзной, что её пришлось ампутировать до локтя. В то же время на его глазах был убит шедший в бой рядом с ним младший брат Егор Петрович. За храбрость оказанную под Бородиным Северов был награждён золотой шпагой с надписью за храбрость и произведен в поручики, а 15 апреля 1816 года произведен в штабс-капитаны. 27 ноября того же года по Высочайшему приказу произведен в капитаны, с определением в Пажеский корпус.
19 декабря 1817 года уволился за ранами в отставку в чине подполковника. После того как его отца поразил паралич Северцов усердно занялся хозяйством в своих имениях. В 1831—1834 годах состоял землянским уездным предводителем дворянства. Скончался 11 (23) апреля 1871 года

11 апреля в 5 часов утра, скончался в своём имении один из ветеранов 1812 года полковник Алексей Петрович Северцев. Покойный участвовал в кампании достопамятного 1812 года и был в нескольких сражениях, в одном из коих ему оторвало руку. А. П. отличался прямотой и честностью души, высоким образованием и вместе с тем был добрый семьянин. Сошедши в могилу он оставил много хороших воспоминании..

## Семья
Жена Маргарита Александровна Семёнова.
Сыновья:
- Пётр — жил в Воронеже в 1870-е годы
- Николай — зоолог
  - внук Алексей Николаевич — зоолог.